# Observation de Campeche

L'observation de Campeche de 2004 à Campeche (Mexique) désigne l'observation  de onze ovnis par la caméra infrarouge d'un avion de l'Armée de l'air mexicaine dans l'espace aérien mexicain. 
Une explication rationnelle donnée pour ce cas est que la caméra infrarouge aurait filmé des torchères de puits de pétrole.

## Les faits
Le 5 mars 2004, un bimoteur du 501e escadron de l'Armée de l'Air mexicaine effectue une patrouille anti-drogue, dans l'État du Campeche. Peu avant 17 h, le lieutenant Germán Marín Ramírez, opérateur radar de l'avion, repère onze échos radars non-identifiés. Il avertit le major Magdaleno Castañón Muñoz, pilote de l'avion, qui décide de se diriger vers les échos, pensant à des avions de trafiquants de drogue. Cependant, l'équipage ne repère rien. La caméra infrarouge qui est allumée, après quelques instants, finit par repérer les onze objets qui sont invisibles à l'œil nu. Leur vitesse et trajectoire semblent variables et changer constamment. Elles semblent parfois passer de 60 nœuds à plus de 300. Leur taille quant à elle avoisinerait les quinze mètres. D'après le film, les OVNI se rapprochèrent de l'avion, en l'entourant, puis disparurent.
Les enregistrements infrarouges furent conservés.

## Explication du cas

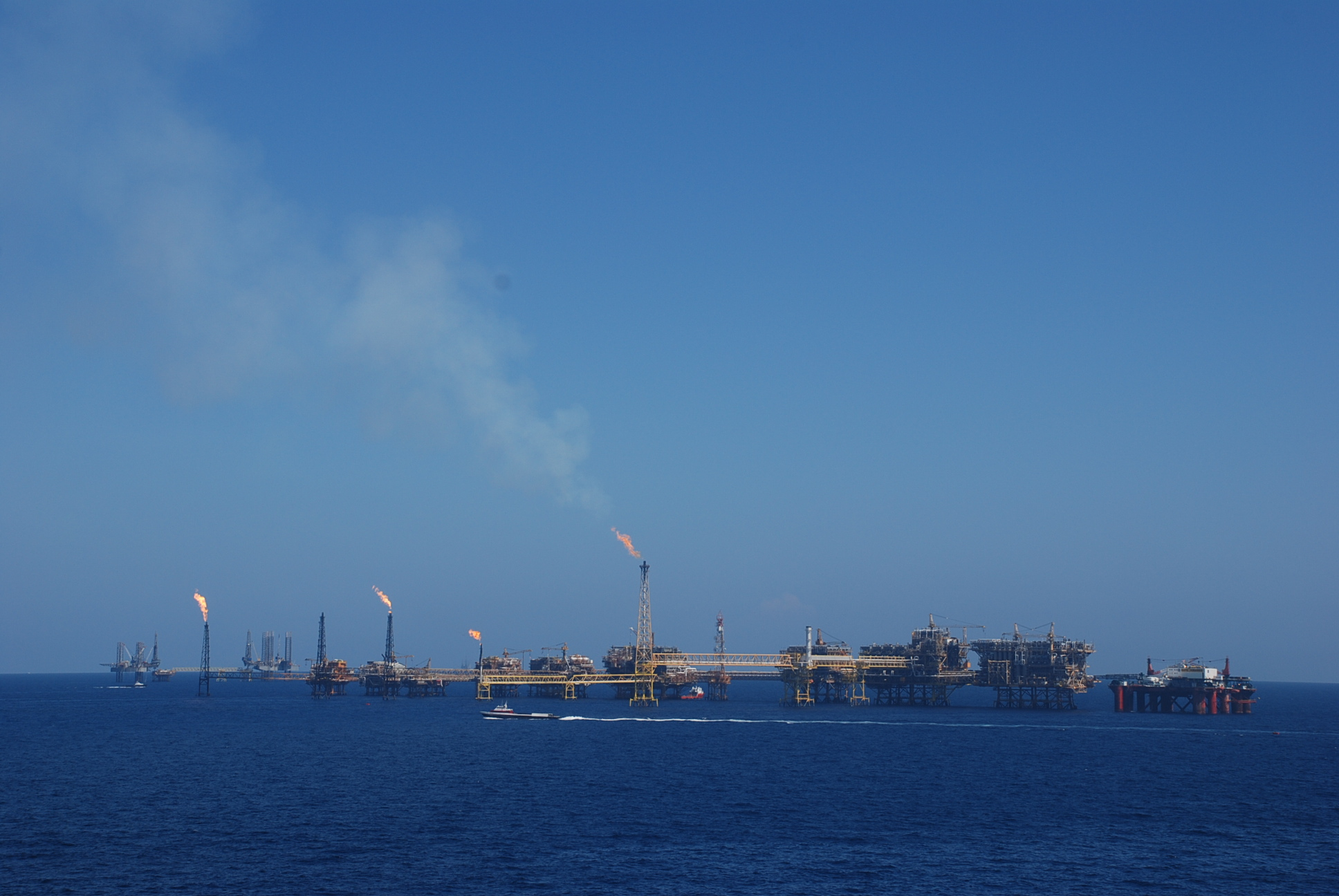
Les torchères du complexe de Cantarell à 80 km de Campeche.

Certains auteurs expliquent l'observation par l'existence de puits de torchères situées dans la baie de Campêche.
- Le mouvement apparent des ovnis est dû à une illusion d'optique générée par le fait que l'avion est en mouvement, et que les nuages entre les torchères et l'avion se déplacent eux-aussi.
- Les détections radars ne sont tout simplement pas corrélées aux ovnis, et sont des artefacts. De plus, le radar de l'avion n'a malheureusement pas été enregistré, et donc il faut se baser uniquement sur l'échange verbal entre les membres d'équipage. Le radar militaire de la cité de Carmen n'a pour sa part rien enregistré. Brad Sparks a souligné que certaines détections radars, sinon toutes, étaient corrélées avec une autoroute située dans la région, et sont très probablement des détections radars des camions qui y passent. Un avion de tourisme décollant d'un aéroport proche fait certainement aussi partie des objets détectés par le radar.

Le Capitaine Alejandro Franz a réalisé un vol de reconstitution afin de vérifier l'hypothèse des puits de pétrole, en suivant la trajectoire de vol de l'avion militaire et en filmant dans la même direction. Le résultat prouve définitivement que l'hypothèse des puits de pétrole est la bonne. Le vol de reconstitution a été documenté par National Geographic.
La grande majorité des scientifiques (aussi bien les sceptiques que les ufologues défendant l'hypothèse extraterrestre) acceptent aujourd'hui cette explication comme étant l'explication correcte pour ce cas. Seules quelques personnes relevant du courant dit de la fringe ufology continuent à considérer ce cas comme inexpliqué.